# Авиапорт (Кобяйский улус)
Авиапо́рт (якут. Авиапорт) — село в Кобяйском улусе Якутии России. Входит в состав городского поселения посёлок Сангар.

## География
Село расположено на западе региона, в восточной части Центрально-Якутской равнины, по берегу реки Лена, на расстоянии 5 км от посёлка городского типа Сангар, административного центра улуса.

### Климат
В населённом пункте, как и во всем районе, климат резко континентальный, с продолжительным зимним и коротким летним периодами. Зимой погода ясная, с низкими температурами. Устойчивые холода зимой формируются под действием обширного антициклона, охватывающего северо-восточные и центральные улусы. Средняя месячная температура воздуха в январе находится в пределах от −28 ˚С до −40 ˚С.

## История
Согласно Закону Республики Саха (Якутия) от 30 ноября 2004 года N 173-З N 353-III село вошло в образованное муниципальное образование Городское поселение посёлок Сангар.

## Население
| 1989 | 2002 | 2010 | 2021 |
| ---- | ---- | ---- | ---- |
| 700  | ↘371 | ↘280 | ↘152 |

### Национальный состав
Согласно результатам переписи 2002 года, в национальной структуре населения русские составляли 83 % из 371 чел.

## Улицы
В селе имеются две улицы: Космическая и Планерная.

## Инфраструктура
В селе расположен авиапорт

## Транспорт
Через село проходит автодорога межмуниципального значения 98А-003 | Авиапорт — Сангар — Смородичный.